# Contea di Madison (Virginia)
La contea di Madison ( in inglese Madison County ) è una contea dello Stato della Virginia, negli Stati Uniti. La popolazione al censimento del 2000 era di 12 520 abitanti. Il capoluogo di contea è Madison.